# Jacques-Gabriel Huquier
Jacques-Gabriel Huquier, né en 1725 et mort le 7 juin 1805 à Shrewsbury, est un graveur, éditeur et marchand d'estampe.

## Biographie
Jacques-Gabriel Huquier est le fils de Gabriel Huquier, graveur et marchand d'estampe. Jacques-Gabriel travaille d'abord avec son père. En 1756, il publie des gravures chez Buldet. 
Le 30 novembre 1758, Jacques-Gabriel Huquier épouse Anne-Louise Chéreau, fille du graveur et marchand d'estampe Jacques Chéreau. Les deux hommes s'associent pendant trois ans (1758-1761) et éditent ensemble des estampes. 
À partir de 1761, Huquier édite seul des estampes et entretient d'importants liens commerciaux avec l'Espagne et le Portugal. Il vend des estampes de dévotion, des vues d'optique, des estampes d'après Boucher, Watteau et Natoire ainsi que des images destinées à orner des éventails et des écrans de cheminée. À partir de 1766, il édite des papiers peints. 
Plusieurs adresses lui sont connues : chez son père, rue des Mathurins, puis chez son beau père, rue Saint-Jacques et enfin rue du Faubourg Saint Martin. 
En 1772, il s'installe en Angleterre où il meurt en 1805. Après son départ outre-manche, il ne semble plus avoir pratiqué la gravure, préférant la peinture et le dessin.

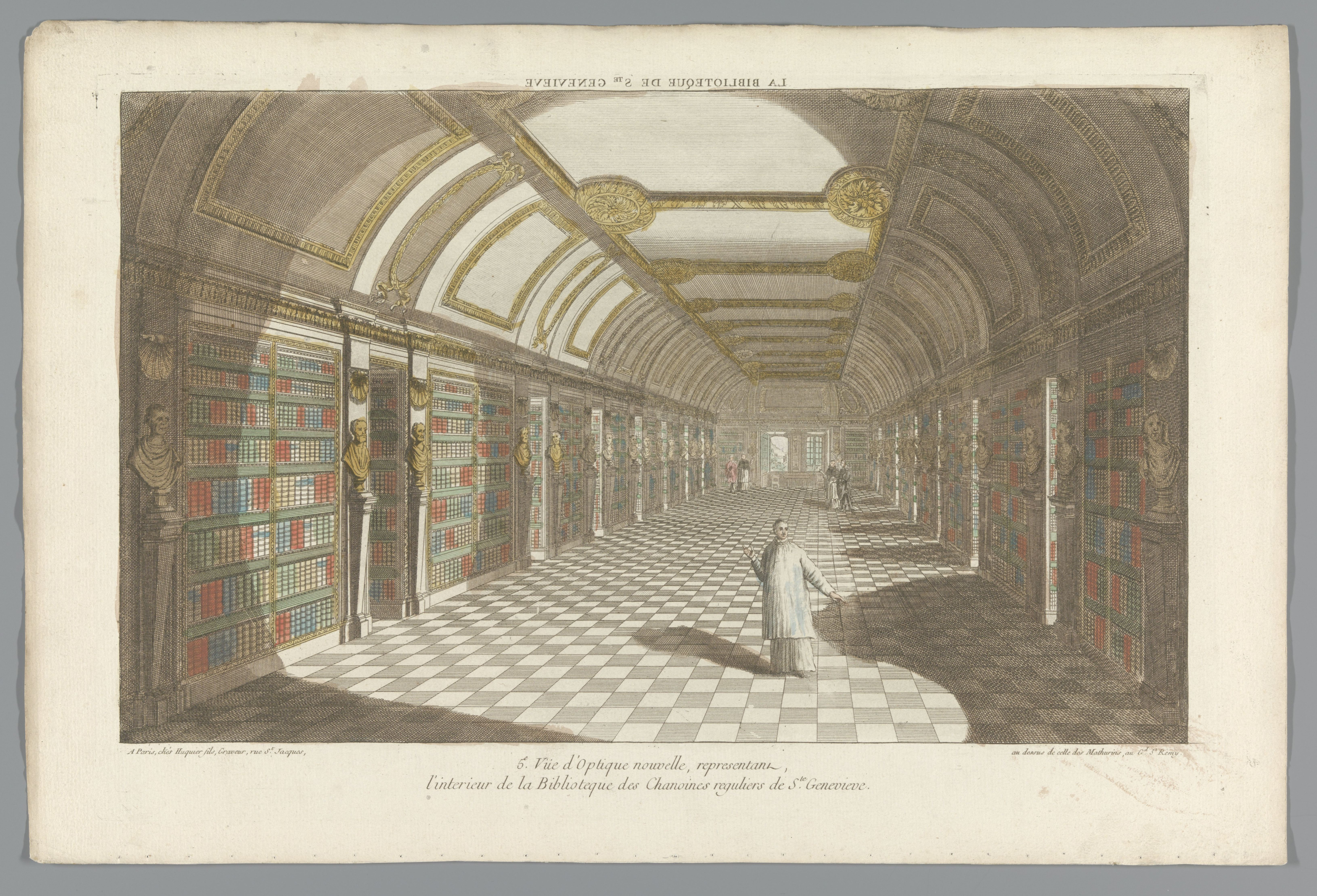
Vue de la bibliothèque de l'abbaye Sainte-Geneviève à Paris (1735 - 1805, Rijksmuseum Amsterdam).
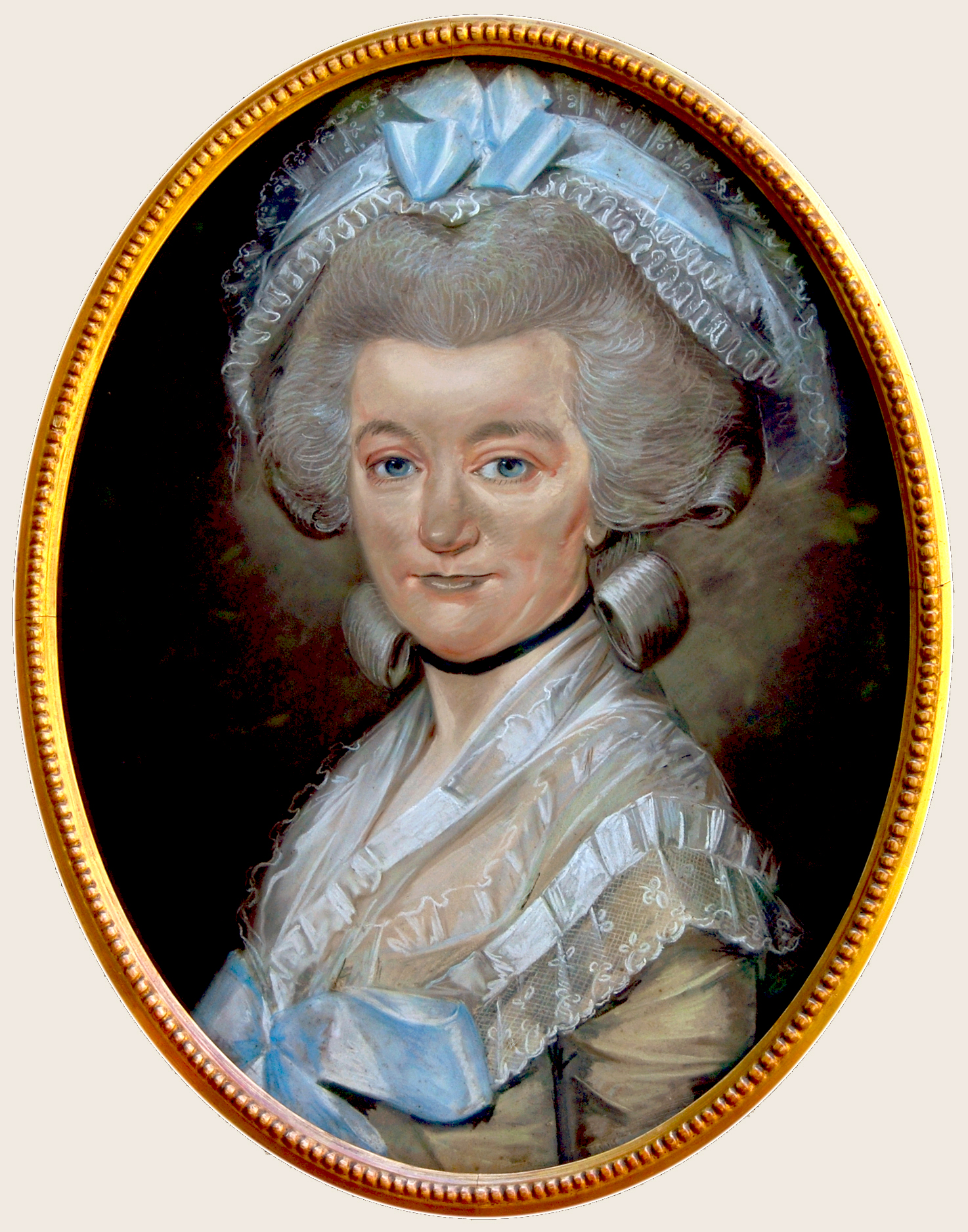
Mary Hardy (1785, Cozens-Hardy Collection).